# كتاب الزوهار

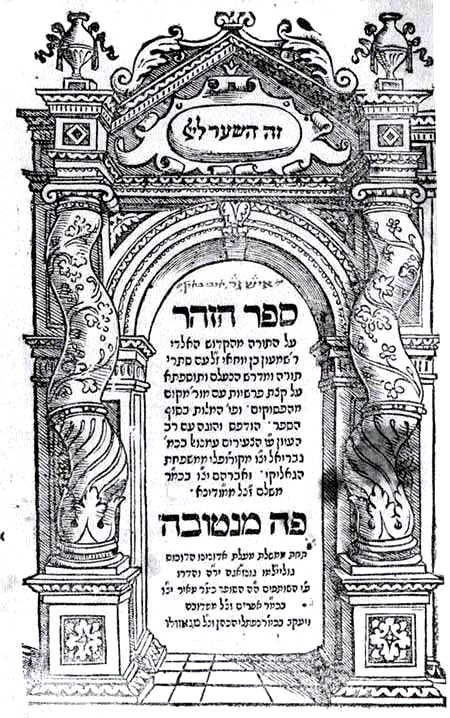
صفحة العنوان من كتاب زوهار ، مانتوفا، 1558. مكتبة الكونغرس..

كتاب الزوهار بلغة العربية كلمة )بالعربية ، تعني الإشراق  أو الضياء) هو أهم كتب التراث الكابالي، وهو تعليق صوفي مكتوب بالآرامية على المعنى الباطني للعهد القديم، ويعود تاريخه الافتراضي، حسب بعض الروايات، إلى ما قبل الإسلام والمسيحية. يُنسَب الكتاب إلى أحد معلمي المشناه (הַתַּנָּאִים) الحاخام شمعون بن يوحاي [الإنجليزية] (القرن الثاني)، وإلى زملائه، ولكن يُقال إن موسى دي ليون [الإنجليزية]
وترجمتها إلى الغة العربية(مكتشف الكتاب في القرن الثالث عشر) هو مؤلفه الحقيقي أو مؤلف أهم أجزائه، وأنه كتبه بين عامي 1280 و1285. يتضمن الزوهار ثلاثة أقسام هي: الزوهار الأساسي، وكتاب الزوهار نفسه، ثم  كتاب الزوهار الجديد. ومعظم الزوهار يأخذ شكل تعليق أو شرح على نصوص من الكتاب المقدَّس، كما يضم مجموعة من الأفكار عن الإله وقوى الشر والكون. القضايا الرئيسية التي يعالجها الكتاب طبيعة الإله وكيف يكشف عن نفسه لمخلوقاته، وأسرار الأسماء الإلهية، وروح الإنسان وطبيعتها ومصيرها، والخير والشر، وأهمية التوراة، والماشيَّح والخلاص. ظهرت أولى طبعات الزوهار خلال الفترة من 1558 إلى 1560 في مانتوا وكريمونا في إيطاليا. وظهرت طبعة كاملة له في القدس (1945 ـ 1958) تقع في اثنين وعشرين مجلداً، وتحتوي على النص الآرامي يقابله النص العبري. وقد ظهرت ترجمات لاتينية لبعض أجزاء كتاب الزوهار (ابتداءً من القرن السابع عشر). كما تُرجم إلى الفرنسية في ستة أجزاء (1906 ـ 1911)، وإلى الإنجليزية في خمسة أجزاء (1931 ـ 1934). ومن أشهر طبعاته طبعة فلنا التي يبلغ عدد صحفاتها ألفاً وسبعمائة صفحة.
بعد مرور مائة عام على ظهوره، أصبح الزوهار بالنسبة إلى المتصوفة في منزلة التلمود بالنسبة إلى الحاخاميين. وقد شاع الزوهار بعد ذلك بين اليهود، حتى احتل مكانة أعلى من مكانة التلمود. واسماء الملائكة  المعقدة ورموز تابعة لهم وبلغة العربية إستنادامنالغة العبرية. 